# Grinbergspitzen
Die Grinbergspitzen umfassen drei Gipfel im Tuxer Kamm der Zillertaler Alpen südwestlich von Mayrhofen:
- Vordere Grinbergspitze (2764 m ü. A.)
- Mittlere Grinbergspitze (auch Turm, 2867 m ü. A.)
- Hintere Grinbergspitze (auch Kristallner, 2884 m ü. A.)

Die Grinbergspitzen bilden einen mächtigen Gebirgsstock und den Abschluss des Tuxer Kammes nach Nordost. Schon in der Tirol-Karte von Peter Anich aus dem Jahre 1774 (Atlas Tyrolensis) scheint der Gebirgsstock als Lachtesgebirge auf, vielleicht zum Lachtal von Spitzegg (2647 m ü. A.) nordwärts bei Freithof – während das Grinbergtal das Nachbartal aus dem Grinbergkar nordostwärts nach Brunnhaus ist.
Vordere und Mittlere Grinbergspitze sind von Finkenberg (839 m ü. A.) über die Gamshütte (1921 m ü. A.) in einer Trittsicherheit und Schwindelfreiheit erfordernden Bergtour zu erreichen. Die Hintere Grinbergspitze erfordert Kletterei im Schwierigkeitsgrad II oder III, je nach Route.